# Nuraghe Lerno
Il nuraghe Lerno è un sito archeologico situato nei pressi del paese di Pattada nella città metropolitana di Sassari.
Affacciato all'omonimo lago, sta ai piedi dell'importante massiccio montuoso da cui esso stesso prende il nome, il monte Lerno. Il ritrovamento è abbastanza recente.
Il sito è composto dal nuraghe, formato dalla torre centrale e da due torri, da varie costruzioni poste tutt'intorno che farebbero presupporre la presenza di un importante villaggio nell'antichità, e infine da una costruzione che pare possa trattarsi di un antico santuario.